# John Colter
John Colter (Stuarts Draft (Virginia), ca.1774 – Misuri, 7 de mayo de 1812 o 22 de noviembre de 1813) fue un trampero, comerciante de pieles, guía y explorador estadounidense que formó parte de la expedición de Lewis y Clark (1804-1806). Aunque fue parte de una de las expediciones más famosas de la historia, Colter es mejor recordado por las exploraciones que hizo en solitario durante el invierno de 1807-1808, cuando a las órdenes del español Manuel Lisa, se convirtió en la primera persona de ascendencia europea conocida que se adentró en la región que ahora integra el parque nacional de Yellowstone, siendo el primero en ver la cordillera Teton y el Jackson Hole. Colter pasó meses solo en zonas vírgenes, siendo por ello generalmente considerado como el arquetipo y primer hombre de la montaña (mountain man).

## Primeros años
John Colter nació en el condado de Augusta, Virginia, cerca de la ciudad de Stuarts Draft hacia 1774. En algún momento alrededor de 1780, la familia se mudó al Oeste y Colter se instaló cerca de la actual Maysville, Kentucky. Siendo aún joven, Colter pudo haber servido como guarda (ranger) de la milicia estatal a las órdenes de Simon Kenton. Medía 5 pies y 10 pulgadas (1,78 m) de altura. Las habilidades para vivir al aire libre que había desarrollado a partir de ese estilo de vida en la frontera impresionaron a Meriwether Lewis, y el 15 de octubre de 1803, Lewis le ofreció el rango de soldado raso y un sueldo de cinco dólares al mes.

## La expedición de Lewis y Clark
John Colter, junto con George Shannon, Patrick Gass y el perro Seaman, se unió a la expedición mientras Lewis esperaba a la finalización de sus embarcaciones en Pittsburgh y cerca de Elizabeth, Pensilvania. Antes de que la expedición partiese de su campo base en Pittsburgh, Meriwether Lewis y William Clark estaban aparte del grupo principal asegurándose en garantizar los suministros de última hora y hacer otros preparativos, dejando al sargento John Ordway al frente. Un grupo de reclutas, incluyendo a Colter, desobedeció las órdenes de Ordway. Al enterarse de esta infracción, Lewis confinó a Colter y a otros, durante diez días en el campamento base. Poco después, Colter fue sometido a un consejo de guerra después de haber amenazado con disparar a Ordway. Tras analizar la situación, Colter fue reintegrado después de que ofreciese una disculpa y prometiese reformarse.
Durante la expedición, Colter demostró ser uno de los mejores cazadores del grupo, siendo enviado de manera rutinaria solo a explorar los alrededores para obtener caza. Jugó un papel decisivo en ayudar a encontrar el paso a través de las Montañas Rocosas y en localizar a los miembros de la tribu nez percé que proporcionaron los detalles de los ríos y arroyos que les llevarían más al oeste. Alcanzado el objetivo y ya en la desembocadura del río Columbia, Colter fue seleccionado con un pequeño grupo para aventurarse por las costas del océano Pacífico, así como para explorar la ribera norte del Columbia en el actual estado de Washington.
Al regresar, después de viajar miles de kilómetros, la expedición llegó en 1806 a las aldeas de los mandan que estaban en la actual Dakota del Norte. Allí, se encontraron con Forest Hancock y Joseph Dickson, dos hombres de la frontera que se dirigían hacia las regiones superiores del río Misuri en busca de pieles. El 13 de agosto de 1806, Lewis y Clark permitieron que Colter fuera dado de baja con honores casi dos meses antes de tiempo para que pudiera llevar a los dos cazadores de nuevo a la región que habían explorado. Después de llegar al punto en que confluyen los ríos Gallatin, Jefferson y Madison, hoy conocido como Three Forks (Montana) Montana, el trío solamente logró mantener su colaboración cerca de dos meses. Colter se dirigió de nuevo hacia la civilización, en 1807, y estaba cerca de la desembocadura del río Platte, cuando se encontró con el comerciante de pieles hispano Manuel Lisa, que lideraba una partida hacia las Montañas Rocosas que incluía a varios antiguos miembros de la expedición de Lewis y Clark. Colter, una vez más, decidió regresar a tierras salvajes, a pesar de que estaba a sólo una semana de llegar a St. Louis. En la confluencia de los ríos Yellowstone y Bighorn, Colter ayudó a Lisa a construir Fort Raymond. Más tarde fue enviado por Lisa para buscar a la tribu india de los crow (cuervos) para investigar las oportunidades de establecer relaciones comerciales con ellos.

## Yellowstone, Grand Teton y Jackson Hole

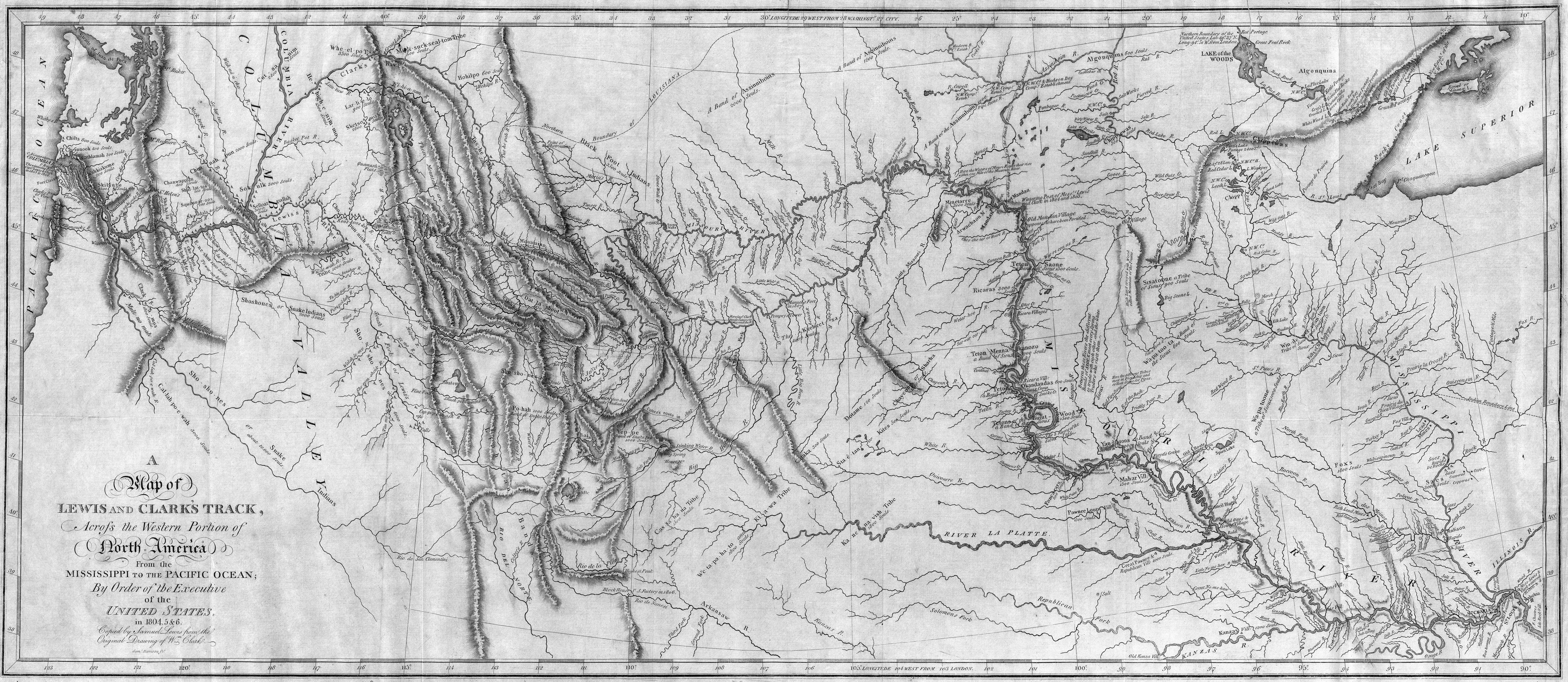
Mapa del recorrido de la expedición de Lewis y Clark, incluyendo la ruta de Colter.

A las órdenes de Manuel Lisa, Colter dejó Fort Raymond (en aquellos años llamado Fuerte Manuel) en octubre de 1807 y en el transcurso de ese invierno exploró la región que ahora es son los parques nacionales de Yellowstone y Grand Teton. Colter supuestamente visitó al menos una cuenca de géiseres, aunque ahora se cree que lo más probable es que fuera cerca de la actual Cody (Wyoming), que en ese momento podría haber tenido algún tipo de actividad geotérmica inmediatamente al oeste. Colter probablemente siguió parte de la costa del lago Jackson después de cruzar la Divisoria Continental, cerca del Togwotee Pass (2944 m) o más probablemente, por Unión Pass (2807 m) en el norte de la cordillera Wind River. Colter luego exploró el Jackson Hole bajo la cordillera Teton, más tarde cruzó el paso Teton y se internó en el Pierre's Hole, en lo que hoy se conoce como la cuenca Teton, en el estado de Idaho. Después de dirigirse al norte y luego al este, se cree que habría encontrado el lago Yellowstone, otro lugar en el que habría podido ver géiseres y otros fenómenos geotérmicos. Colter procedió de regreso de nuevo a Fort Raymond, llegando en marzo o abril de 1808. Colter no sólo había viajado solo cientos de kilómetros, la mayor parte del tiempo sin guía, sino que lo hizo en pleno invierno, en una región en la que las temperaturas nocturnas en enero están frecuentemente por debajo de -30 °C.
Colter regresó a Fort Raymond y pocos creyeron sus informes sobre los géiseres, burbujeante cienos y humeantes charcos de agua. Sus informes de estas geoformas a menudo fueron ridiculizados al principio, y se referían a la región jocosamente como «El infierno de Colter» (Colter's Hell). La zona que Colter describió ahora se cree ampliamente que estaba justo al oeste de Cody (Wyoming), y aunque existe poca actividad geotérmica allí hoy, hay otros informes de todo el periodo en el que Colter estuvo allí que también indican observaciones similares a las que Colter había descrito originalmente. Su exploración detallada de esa región fue la primera de un hombre blanco en lo que más tarde se convirtió en el estado de Wyoming.

## La escapada de Colter
Al año siguiente, Colter se asoció con John Potts, otro antiguo miembro de la expedición de Lewis y Clark, una vez más en la región cerca de Three Forks, Montana. En 1808, él y John Potts fueron heridos combatiendo a los indios pies negros cuando llevaban a un grupo de indios crow a Fort Raymond. En 1809, mientras remontaban en canoa el río Jefferson, Potts y Colter encontraron varios cientos de pies negros que les exigieron que se acercaran a la ribera. Colter fue a tierra y fue desarmado y desnudado. Cuando Potts se negó a desembarcar fue herido de bala y, a su vez, disparó a uno de los guerreros indios, muriendo acribillado a balazos por los compañeros nativos desde la orilla. Su cuerpo fue llevado a tierra y cortado en pedazos. Después de un consejo, Colter se indicó, dijo Crow en irse, y animado a correr. Pronto se hizo evidente que estaba corriendo por su vida perseguido por un importante grupo de valientes jóvenes. Corredor rápido, después de varias millas Colter estaba exhausto y sangraba la nariz, pero iba muy por delante de la mayoría del grupo, con un único asaltante aún cerca de él. A continuación, se las arregló para superar al hombre solitario:

Una vez más, volvió la cabeza, y vio a los salvajes a menos de veinte yardas de él. Decidido a evitar el esperado golpe, se detuvo de repente, dándose la vuelta, y extendiendo los brazos. El indio, sorprendido por la rapidez de la acción, y tal vez por el aspecto sangriento de Colter, también trató de detenerse; pero exhausto con la carrera, se cayó mientras intentaba al tiempo arrojar su lanza, que se atascó en el suelo y se rompió en su mano. Colter al instante agarró la parte puntiaguda, con la que le atravesó y luego continuó su huida.
Again he turned his head, and saw the savage not twenty yards from him. Determined if possible to avoid the expected blow, he suddenly stopped, turned round, and spread out his arms. The Indian, surprised by the suddenness of the action, and perhaps at the bloody appearance of Colter, also attempted to stop; but exhausted with running, he fell whilst endeavouring to throw his spear, which stuck in the ground, and broke in his hand. Colter instantly snatched up the pointed part, with which he pinned him to the earth, and then continued his flight.
John Bradbury, 1817.

Colter tenía una manta del indio que había matado. Continuando su carrera con el grupo de indios siguiéndole llegó al río Madison, a unos ocho kilómetros de su partida, y, escondido dentro de una madriguera de castores, se libró de la captura. Salió en la noche y escaló y caminó durante once días hasta el fuerte de un comerciante en el río Little Big Horn.
En 1810, Colter ayudó en la construcción de otro fuerte situado en Three Forks, Montana. Después de regresar de recoger pieles, descubrió que dos de sus compañeros habían sido asesinados por los pies negros. Este evento convenció a Colter para dejar las zonas salvajes por suministros y regresó a St. Louis antes de finales de 1810. Había estado lejos de la civilización durante casi seis años.

## Años finales
Después de regresar a St. Louis, Colter se casó con una mujer llamada Sallie y compró una granja cerca de New Haven, Misuri. En algún momento alrededor de 1810, visitó a William Clark, su antiguo comandante, y le proporcionó detallados informes de sus exploraciones desde que se habían separado. A partir de esta información, Clark realizó un mapa de las exploraciones que fue el mapa más completo producido en la región en los siguientes setenta y cinco años. Durante la guerra anglo-estadounidense de 1812, Colter se alistó y luchó con los Rangers de Nathan Boone. Las fuentes no coinciden sobre cuando murió John Colter o la causa exacta de su muerte. Unas recogen que después de caer repentinamente enfermo, Colter murió de ictericia el 7 de mayo de 1812 y que fue enterrado cerca de New Haven, Misuri en tierras privadas. Otras fuentes indican que murió el 22 de noviembre de 1813.

## La piedra de Colter

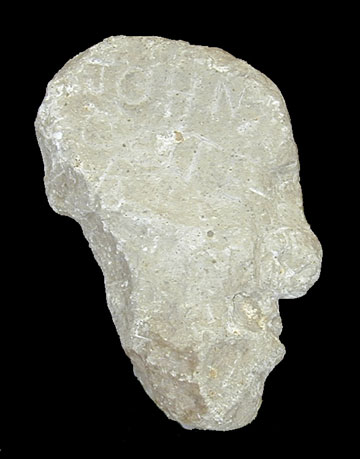
La piedra de Colter, con la inscripción «John Colter»

En algún momento entre 1931 y 1933, mientras limpiaban un campo en Tetonia (Idaho) (Idaho) que se encuentra inmediatamente al oeste de la cordillera Teton, un granjero llamado William Beard y su hijo descubrieron una roca tallada con la forma de la cabeza de un hombre. La roca de lava riolita tiene unas dimensiones de 330 mm de largo, 200 mm de ancho y 100 mm de espesor y tiene talladas las palabras «John Colter» en el lado derecho de la cara y la fecha «1808» en el lado izquierdo y que ha sido apodada la «piedra de Colter» (Colter Stone). Supuestamente la piedra fue adquirida a los Beard en 1933 por A.C. Lyon, quien la presentó a las autoridades del Parque nacional Grand Teton en 1934. Fritiof Fryxell, señalado alpinista que ascendió numerosos picos en la cordillera Teton, geólogo y naturalista del Parque nacional Grand Teton, concluyó que la piedra había estado a la intemperie lo que indicaría que las inscripciones habrían sido probablemente hechas en el año indicado. Fryxell creía también que los Beard no estaban familiarizados con John Colter o sus exploraciones. No se ha autenticado que la piedra haya sido tallado por Colter, aunque puede haber sido obra de expediciones posteriores, posiblemente como un engaño, por miembros de la Hayden Survey en 1877 Si pudiera probarse que la piedra es una talla real hecha por Colter, en el año inscrito, coincidiría con el período en que se sabe que estuvo en la región, y probaría que cruzó la cordillera Teton y descendió en Idaho, como las descripciones dictadas a William Clark indican.

## Legado
Un buen número de lugares en el noroeste de Wyoming se han nombrado en su honor, sobre todo, Colter Bay en el lago Jackson en el Parque nacional Grand Teton y el pico Colter en las montañas de Absaroka en el parque nacional de Yellowstone.
Una placa conmemorando a Colter se mostraba en un cartel de la carretera en U.S. Route 340, al este de Stuarts Draft, cerca de su lugar de nacimiento. Cuando la carretera se amplió en 1998, la placa se trasladó al norte de la intersección de la 340 y la Ruta 608.
El guion original de la película de 1965 del director Cornel Wilde, The Naked Prey (traducida como "La Presa Desnuda"), escrito por Clint Johnston y Don Peters, se basó en gran medida en el episodio de Colter siendo perseguido por los indios pies negros en Wyoming.
Los escritores Roger Zelazny y Gerald Hausman engranan esta historia de John Colter y Hugh Glass en la novela de 1994, Wilderness.